# راینر آلبرتس
راینر آلبرتس (زاده ۲ مه ۱۹۴۳ در روشکوویتسه (شهرستان کلوچبورک) در لهستان) یک الهیدان پروتستان آلمانی و استاد بازنشسته عهد عتیق است.
در سال ۱۹۸۳ به عنوان استاد الهیات کتاب مقدس و تعلیمات آن به دانشگاه سیگن نقل مکان کرد و از سال ۱۹۹۵ تا زمان بازنشستگی در سال ۲۰۰۸، استادی عهد عتیق را در دانشگاه مونستر داشت. وی پس از پایان خدمت فعال، تا سال ۱۳۹۴ استاد ارشد گروه تعالی دین و سیاست در فرهنگ‌های پیشامدرن و مدرن بود. او رئیس انجمن اروپایی مطالعات کتاب مقدس (EABS) بود. در سال ۲۰۲۱، آلبرتس مدال بورکیت آکادمی بریتانیا برای مطالعات کتاب مقدس را برای کارهای زندگی خود دریافت کرد.